# Бахта (Татарстан)
Бахта — село в Чистопольском районе Татарстана. Входит в состав Муслюмкинского сельского поселения.

## География
Находится в центральной части Татарстана на расстоянии приблизительно 17 км по прямой на юг от районного центра города Чистополь.

## История
Основано не позднее 1724 года. Упоминалось также как Степная Кондрата, Баганы.

## Население
Постоянных жителей было: в 1782 — 78 душ мужского пола, в 1859 — 596, в 1897 — 656, в 1908 — 759, в 1920 — 977, в 1926 — 990, в 1938 — 769, в 1949 — 662, в 1958 — 598, в 1970 — 538, в 1979 — 415, в 1989 — 273, в 2002 — 313 (татары 97 %, фактически кряшены), 275 — в 2010.